# فهرست موشک‌ها

## بر حسب گونه

### موشک‌های متعارف
- موشک‌های هوا به هوا
- موشک‌های هوا به زمین
- موشک ضدبالیستیک
- تسلیحات ضد ماهواره
- موشک ضدکشتی
- موشک‌های دریا به زمین
- موشک ضد تانک هدایت‌شونده
- موشک زمین به هوا (سام)
- موشک‌های زمین به زمین
- موشک‌های هدایت شونده توسط سیم

### موشک‌های بالستیک
- موشک بالستیک تاکتیکی
- موشک‌های‌ بالستیک کوتاه برد
- موشک‌های بالستیک برد متوسط
- موشک‌های بالستیک بلند برد
- موشک‌های بالستیک بین قاره‌ای
- موشک‌های بالستیک شلیک شونده توسط زیر دریایی
- موشک‌های بالستیک شلیک شونده از هوا

## بر حسب حرف اول نام لاتین

### A
- ابدالی-۱
- وی-۲
- کالینینگراد کی-۵
- ویمپل کی-۱۳
- کالینینگراد کی-۸
- رادوگا کی-۹
- رادوگا کی-۸۰
- کالینینگراد کی-۴۰
- کالینینگراد کی-۲۳
- کالینینگراد کی-۶۰
- ویمپل آر-۳۳
- ویمپل آر-۲۷
- ویمپل آر-۷۳
- ویمپل آر-۷۷
- ویمپل آر-۳۷
- برنامه موشکی ضد بالستیک هند
- میتسوبیشی ای‌ای‌ام-۳
- میتسوبیشی ای‌ای‌ام-۴
- میتسوبیشی ای‌ای‌ام-۵
- ابدالی-۱
- ویمپل ای-۳۵۰
- ای‌دی‌ام-۲۰ بلدرچین
- ای‌دی‌ام-۱۴۱ تالد
- ای‌دی‌ام-۱۴۴
- ای‌دی‌ام-۱۶۰ مالد
- ای‌جی‌ام-۱۲ بالپاپ
- نورد اس‌اس-۱۱
- ای‌جی‌ام‌-۲۸هاندداگ
- ای‌جی‌ام-۴۵ شرایک
- جی‌ای‌ام-۸۷ پیچ آسمان
- ای‌جی‌ام-۵۳ شاهرخ
- ای‌جی‌ام-۶۲ چشم مات
- ای‌جی‌ام-۶۳
- ای‌جی‌ام-۶۴ زنبور سرخ
- ای‌جی‌ام-۶۵ تک رو
- ای‌جی‌ام-۶۹ اسرام
- ای‌جی‌ام-۷۶ شاهین
- ای‌جی‌ام-۷۸ استاندارد آرم
- ای‌جی‌ام-۷۹ چشم آبی
- ای‌جی‌ام-۸۰ افعی
- ای‌جی‌ام-۸۳ بولداگ
- ای‌جی‌ام-۸۴ نیزه
- ای‌جی‌ام-۸۶
- ای‌جی‌ام-۸۷ کانون
- ای‌جی‌ام-۸۸ اچ‌ای‌آرام
- جی‌بی‌یو-۱۵
- ای‌جی‌ام-۱۱۴‌آتش‌جهنم
- موشک پنگوئن
- ای‌جی‌ام-۱۲۲ اسلحه کمری
- ای‌جی‌ام-۱۲۳ ناخدای ۲
- ای‌جی‌ام-۱۲۴ زنبور
- ای‌جی‌ام-۱۲۹ موشک کروز پیشرفته
- ای‌جی‌ام-۱۳۰
- ای‌جی‌ام-۱۳۱ اسرام ۲
- ای‌جی‌ام-۱۳۶ رنگین‌کمان خاموش
- ای‌جی‌ام-۱۳۷
- ای‌جی‌ام-۱۴۲ چرت‌زن
- ای‌جی‌ام-۱۵۳
- ای‌جی‌ام-۱۵۴ جی‌اس‌اودابلیو
- ای‌جی‌ام-۱۵۸ جی‌ای‌اس‌اس‌ام
- ای‌جی‌ام-۱۵۹ جی‌ای‌اس‌اس‌ام
- ای‌جی‌ام-۱۵۹ موشک مشترک
- موشک آگنی
- آگنی ۱
- آگنی ۲
- ای‌آی‌ام-۴ شاهین
- ای‌آی‌ام-۷ گنجشک
- ای‌آی‌ام-۹ سایدوایندر
- ای‌آی‌ام-۲۶ فالکن
- ای‌آی‌ام-۵۴ ققنوس
- ای‌آی‌ام-۶۸ کیوبزرگ
- ای‌آی‌ام-۸۲
- ای‌آی‌ام-۹۷ سیک‌بت
- ای‌آی‌ام-۹۵ چابک
- ای‌آی‌ام-۱۲۰ ای‌ام‌آرای‌ای‌ام
- ای‌آی‌ام-۱۳۲ ای‌اس‌آرای‌ای‌ام
- ای‌آی‌ام-۱۵۲ای‌ای‌ای‌ام
- ای‌آی‌آر-۲
- ای‌آی‌آر-۲ تولیدگر
- موشک عقرب (آلاکران به اسپانیایی)
- ای‌ال‌ای‌آرام
- الحسین
- الثمود ۲
- آپاچی (نام معروف موشک آم‌بی‌دی‌ای آپاچی)
- ای‌کیوام-۳۵
- ای‌کیوام-۳۷ جی‌هاوک
- ای‌کیوام-۳۸
- ای‌کیوام-۴۱ مرغ طوفان
- ای‌کیوام-۶۰ ماهی‌خورک
- ای‌کیوام-۸۱ زبانه آتش
- ای‌کیوام-۹۱ کرم شب‌تاب
- ای‌کیوام-۱۰۳
- ای‌کیوام-۱۲۷ اس‌ال‌ای‌تی
- ای‌کیوام-۱۲۸
- موشک پیکان (ضد بالستیک)
- ای‌اس-۲۵ کی (ضد کشتی)
- ای‌اس.۳۰ (نام پروژه ام‌بی‌دی‌ای ای‌اس-سی)
- ای‌اس‌ام-۱ (نوع ۸۰ ژاپنی موشک هوا به کشتی)
- ای‌اس‌ام-۲ (نوع ۹۳ ژاپنی موشک هوا به کشتی)
- ای‌اس‌ام-۱۳۵ ای‌اس‌ای‌تی
- ای‌اس‌ام‌پی
- ای‌اس‌آرای‌ای‌ام(نام پروژه ای‌آی‌ام-۱۳۲ ای‌اس‌آرای‌ای‌ام)
- آستر(نام معروف ام‌بی‌دی‌ای آستر)
- موشک آسترا

### B
- بی‌جی‌ام-۱۰۹ تاماهاک

### F
- اف‌جی‌ام-۱۴۸ جاولین (موشک ضد زره زوبین)